# 사무엘 호사 곤살베스
사무엘 호사 곤살베스(1991년 2월 25일 ~ )는 브라질의 축구 선수이다. 포지션은 공격수이다. 현재 타이 리그 1의 사뭇쁘라깐 시티 소속이다. K리그시절 등록명은 호사였다.

## 클럽 경력
사무엘 호사 곤살레스는 브라질의 EC 상조제에서 축구 선수 생활을 시작했다. 그리고 2010년 SC 인테르나시오나우로 스카우트되었다.
2012년 플루미넨시 FC소속이었던 호사는 성인 무대에 데뷔했다. 데뷔 첫 시즌이었던 2012년 브라질 1부리그에서 23경기 5골을 기록했다. 2013시즌에도 호사의 활약상을 계속되었고, 45경기에서 8골을 기록했다. 이 시즌에 사무엘은 스페인 라리가의 에스파뇰 FC로 이적이 추진되었으나 소속팀인 플루미넨시의 반대로 무산되었다. 2014시즌을 앞두고 호사는 미국 메이저 리그 사커의 LA 갤럭시로 임대되었다. 2014년 3월 12일 호사는 클루브 티후아나와의 CONCACAF 챔피언스리그 경기에서 LA 입단 후 첫 득점을 기록했다. 하지만 LA 입단 이후 득점은 이 골이 전부였고 2014년 여름 이적시장에 LA 갤럭시는 호사의 임대를 해지했다. 미국에서 돌아온 호사는 브라질의 고이아스 EC로 임대 이적했다.
2016-17시즌을 앞두고 호사는 아랍에미리트의 하타 클럽에 임대 이적했다. 하타 클럽에 입단한 첫 시즌에 호사는 23경기 10골 5도움을 올리며 좋은 활약을 보여주었다. 이 시즌의 활약을 통해 호사는 다음 시즌에 하타 클럽으로 완전이적했다. 완전 이적을 한 뒤에도 하타 클럽에서의 호사의 활약상은 여전해서 2017-18시즌 11득점을 기록했다. 하타 클럽에서의 활약을 토대로 호사는 알나스르에 입단했다. 하지만 알나스르에서 호사는 13경기 1득점만을 기록하는 부진에 빠졌고, 반 시즌만에 푸자이라 FC로 임대 이적했다. 하지만 푸자이라에서도 호사는 이전처럼 많은 공격포인트를 기록하지 못했고, 13경기 1득점 2도움만을 기록했다.
2019년 여름 이적시장에서 호사는 K리그1의 전북 현대 모터스로 임대 이적했다. 7월 30일 제주 유나이티드와의 경기에서 전북 소속으로 첫 경기를 치렀다. 8월 4일 강원 FC와의 경기에서 멀티골을 기록하며 전북 이적 후 두 경기만에 득점을 기록했다.
2019시즌 종료 이후 원 소속팀인 알나스르로 복귀했다. 이후 2020-21시즌 겨울 이적시장을 통해 타이 리그 1의 부리람 유나이티드로 이적했다.

## 수상

### 팀

#### 전북 현대 모터스
- K리그1 우승: 2019